# Манса Мохаммад
Мохаммад I (д/н — 1310) — 8-й манса імперії Малі у 1305—1310 роках. Відомий також як Мухаммед ібн Гао.

## Життєпис
Походив з династії Кейта. Син манси Гао. При народженні отримав ім'я Мамаду. Посів трон після смерті останнього близько 1305 року. Про його панування відомостей обмаль. Помер 1310 року. Трон успадкував його стрийко Абубакар II.